# گروس ههلن
گروس ههلن (به آلمانی: Groß Hehlen) یک منطقهٔ مسکونی در آلمان است که در تسله واقع شده‌است. گروس ههلن ۲٬۹۱۱ نفر جمعیت دارد.